# Prasinocyma oblita
Prasinocyma oblita là một loài bướm đêm trong họ Geometridae.